# 吉姆·利维
吉姆·利维是美国企业家，起初在唱片公司担任高管，后曾担任动视公司的首席执行官（CEO）。
利维1986年担任动视CEO时，支持收购陷入财务困境的Infocom。收购后，动视也陷入财务困境，当时唯一持反对意见的董事会成员Bruce Davis接替了利维的职务。